# Nepeta pogonosperma
Nepeta pogonosperma là một loài thực vật có hoa trong họ Hoa môi. Loài này được Jamzad & Assadi mô tả khoa học đầu tiên năm 1984.